# Lucjan Mieczkowski (inżynier)

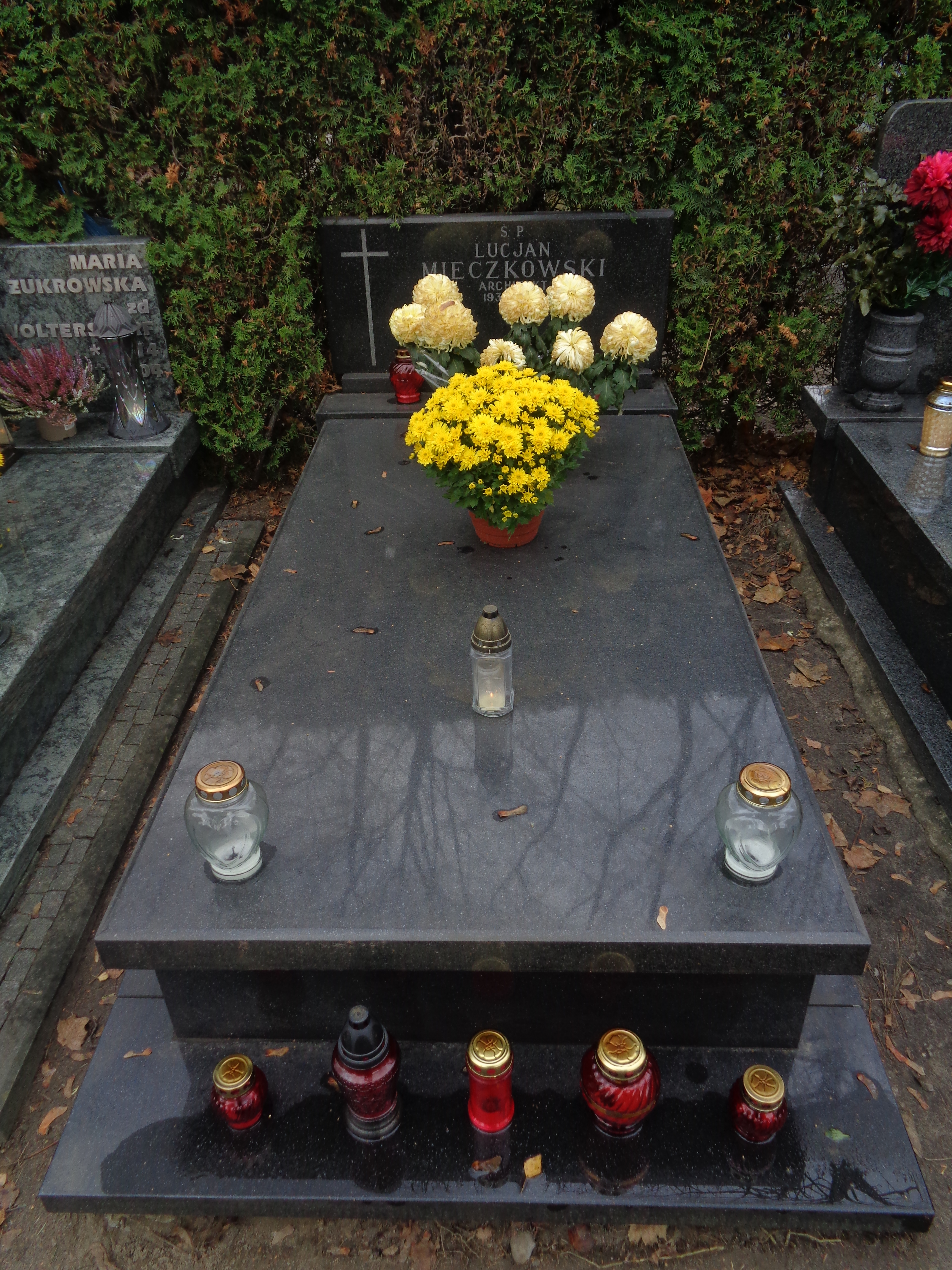
Grób Lucjana Mieczkowskiego na Cmentarzu Wojskowym na Powązkach

Lucjan Stanisław Mieczkowski (ur. 20 lipca 1931 w Tucznie, zm. 30 listopada 1996) – polski inżynier architekt, od 1987 podsekretarz stanu w Ministerstwie Gospodarki Przestrzennej i Budownictwa
W 1955 ukończył specjalizację w zakresie architektury miejskiej na Wydziale Architektury Politechniki Gdańskiej. Od 1955 do 1963 pełnił funkcję zastępcy dyrektora ds. technicznych w Przedsiębiorstwie Budownictwa Miejskiego Warszawa-Śródmieście, zaś 1963-1966 zastępcy dyrektora ds. technicznych w Biurze Projektów Typowych i Studiów Budownictwa Miejskiego w Warszawie. W latach 1966–1974 był dyrektorem Departamentu Budownictwa Mieszkaniowego i Ogólnego w Ministerstwie Budownictwa i Przemysłu Materiałów Budowlanych. W 1974 pełnił obowiązki doradcy szefa tego ministerstwa. Od 1974 do 1976 był pełnomocnikiem i głównym inżynierem kontraktu Budimexu w Montrealu i Waszyngtonie. Od 1977 do 1980 był wicedyrektorem departamentu w Ministerstwie Budownictwa i Przemysłu Materiałów Budowlanych, zaś od 1980 do 1984 - dyrektorem Departamentu Nauki, Techniki i Projektowania w tym resorcie. Od 1984 do 1986 zajmował stanowisko dyrektora Centralnego Ośrodka Badawczo-Projektowego Budownictwa Ogólnego w Warszawie. Od 20 stycznia do 24 października 1987 był podsekretarzem stanu w Ministerstwie Budownictwa, Gospodarki Przestrzennej i Komunalnej. Po reorganizacji resortu 18 grudnia 1987 został podsekretarzem stanu w Ministerstwie Gospodarki Przestrzennej i Budownictwa. Wziął udział w obradach Okrągłego Stołu po stronie partyjno-rządowej w Podzespole ds. Polityki Mieszkaniowej.
Pochowany na Cmentarzu Wojskowym na Powązkach w Warszawie (kwatera 3A Tuje-3-49).